# Pavel Akselrod
Pavel Borisovitch Akselrod (em russo:  Павел Борисович Аксельрод; 25 de agosto de 1850 — 16 de abril de 1928) foi um revolucionário marxista russo e um dos principais dirigentes mencheviques, sendo seu principal ideólogo.
Axelrod foi o líder menchevique que mais contribuíram para moldar o partido e para definir a sua posição sobre as principais questões que o distinguem do bolchevique. Seu principal objetivo foi adaptar postulados teóricos socialista, de socialistas da Europa Ocidental com a situação muito diferente no Império Russo.

## Biografia
Nasceu judeu com o nome de Pinkhus Borukh (em russo Пинхус Борух) na vila de Pochep, (atual Rússia, Oblast de Briansk), , e durante a sua infância morou também em Mogilev (atual Bielorrússia).
Posteriormente transladou-se a Genebra (Suíça) como estudante. Lá trabalhou como tutor de Nadezhda Ivanovna Kaminer, com quem casou e com quem teve três crianças: Vera, Aleksandr e Sofia. Em 1906, morreu Nadezhda Kaminer. 
A meados da década de 1880 Akselrod estabeleceu uma pequena empresa de produção de kefir. No final da década de 1890, a empresa tinha já escritórios em Zurique, Genebra e Basileia que lhe reportavam uns benefícios que Akselrod empregava para suportar economicamente os revolucionários.

## Revolucionário marxista
Influenciado por Mikhail Bakunin na sua juventude, derivou no idealismo antes de adoptar a filosofia marxista do materialismo histórico. Akselrod participou na fundação em Genebra do grupo Emancipação do Trabalho com Georgi Plekhanov, Vera Zasulitch, Vasili Ignatov e Lev Deitch em 1883. Em 1900, participou também, através desse grupo e com a ajuda de Julius Martov, Lenin e Aleksandr Potresov na fundação do jornal revolucionário Iskra. Quando, no II Congresso do POSDR (1903), se verificou a fratura entre os mencheviques de Julius Martov e os bolcheviques de Lenin, Akselrod situou-se do lado de Martov. 
Em 1917, antes da Revolução de fevereiro, Akselrod regressou a Rússia, onde manteve relações com mencheviques que participavam no governo de Aleksandr Kerenski, apoiando a política de guerra. Os esforços de Akselrod para tentar marcar os mencheviques face a uma política de negociações de paz foram inúteis. Após a vitória dos bolcheviques, Akselrod abandonou Rússia e dedicou a sua vida a difundir no exterior uma oposição socialista aos bolcheviques.

## A Revolução de Outubro e o novo exílio

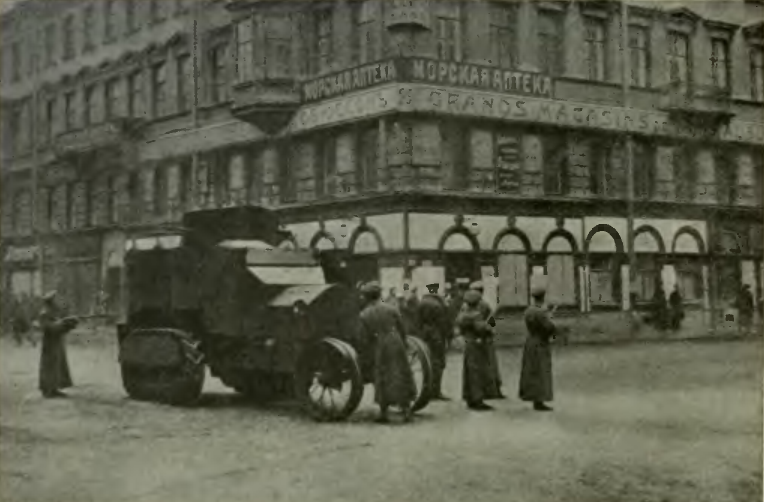
Tropas bolcheviques durante a Revolução de Outubro, a qual Axelrod se opus firmemente.

Durante sua curta estadia na Rússia, antes de partir como delegado para a conferência socialista em Estocolmo convocada para tentar alcançar a paz, Axelrod envolveu-se em intensa atividade no Partido menchevique, sendo nomeado presidente do comitê central. Nas discussões sobre a posição do partido, nas questões que requeriam atenção imediata e nas crises sucessivas do período, ele exerceu pouca influência devido o sua falta de talento em falar em público e intriga política. Ele tornou-se a figura de veterano do partido, preocupado com a manutenção da unidade da mesmo.
Em 10 de agosto de 1917, ele partiu como delegado à Conferência Socialista de Estocolmo , deixando a Rússia pela última vez em sua vida.
Após a vitória bolchevique, em novembro, que Axelrod chamou de "um crime histórico sem paralelo na história moderna", decidiu permanecer em Estocolmo, à espera do início do fracasso do novo governo bolchevique, considerando tomada do poder e estabelecimento de um sistema socialista prematuro e condenado a fracasso.
Nos quatro anos seguintes viajou pela Europa promovendo oposição ao socialismo bolchevique, descrevendo sua posição e pensamentos contra o governo de Lenin. Ele tentou, mas sem sucesso, influenciar principalmente os socialistas europeu e ganhar seus apoio para mudar a situação na Rússia. 